# Irma Sorter
Irma Sorter (Colorado, 3 novembre 1904 – Santa Clara, 5 dicembre 1968) è stata un'attrice statunitense, attiva come attrice bambina dal 1914 al 1917 (tra i 9 e i 13 anni d'età).

## Biografia
Irma Sorter nasce in Colorado nel 1904.
Tra il 1914 e il 1917, la piccola Irma ha un'intensa carriera di attrice bambina, in ben 12 pellicole. Lavora prevalentemente in cortometraggi al fianco di altri attori bambini come Doris Baker, Gordon Griffith, Frank Butterworth, Ernest Butterworth Jr., George Hupp, Elizabeth Janes e Clara Horton. Occasionalmente è impiegata da Frank Lloyd anche a supporto di un cast di adulti. I giornali del tempo lodano in particolare la sua interpretazione in The Young Sleuths (1916), di cui è protagonista con Frank Butterworth.
Ha ruoli di rilievo in quasi tutte le pellicole dirette da Lule Warrenton, una delle prime registe del cinema americano, incluso l'unico lungometraggio da lei girato A Bit o' Heaven (1917), un film natalizio dove Irma ha per "fratelli e sorelle" Gertrude Short, Roy Clark e Gertrude Messinger.
Raggiunta l'adolescenza, Irma si ritira dal cinema.
Muore a Santa Clara (California) nel 1968, all'età di 63 anni.

## Filmografia

### Cortometraggi
- The Baby's Doll, regia di Lois Weber (1914)
- The Swinging Doors, regia di Murdock MacQuarrie (1915)
- Billie's Baby, regia di Frank Lloyd (1915)
- For His Superior's Honor, regia di Frank Lloyd (1915)
- Storming the Trenches (1916)
- Betrayed by a Camera (1916)
- The Young Sleuths (1916)
- Pie, regia di Lule Warrenton (1916)
- When Little Lindy Sang, regia di Lule Warrenton (1916)
- Irma in Wonderland (1916)

### Lungometraggi
- A Soul Enslaved, regia di Cleo Madison (1916)
- A Bit o' Heaven, regia di Lule Warrenton (1917)